# برنارد نسايي
برنارد نسايي (27 يونيو 1943 - 12 فبراير 2021 في روما) كان أسقف الروم الكاثوليك لأبرشية الروم الكاثوليك في نكايي في جمهورية الكونغو.
رُسم نسايي إلى الكهنوت عام 1971. شغل منصب أسقف أبرشية نكايي من عام 1990 إلى عام 2001. توفي عام 2021.